# Tamara Karsavina

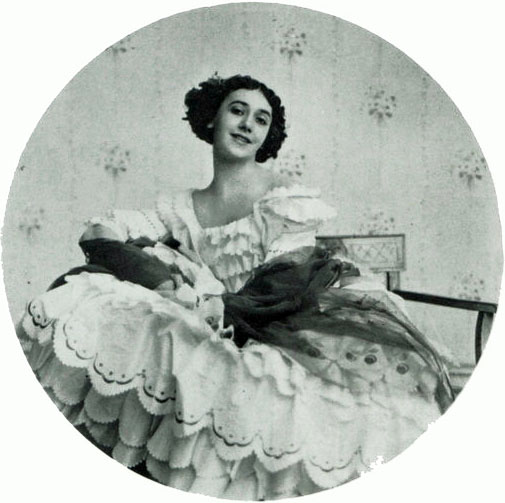
Tamara Karsavina, rond 1920

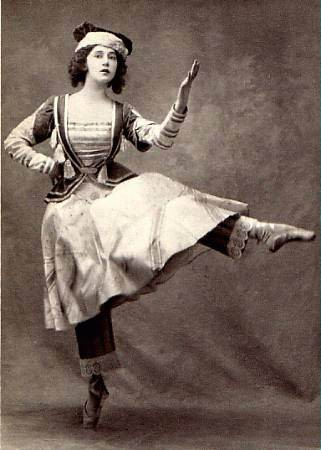
Karsavina in Petroesjka (1911)

Tamara Platonovna Karsavina (Russisch: Тамара Платоновна Карсавина) (Sint-Petersburg, 10 maart 1885 – Beaconsfield (Engeland), 26 mei 1978), was een Russische ballerina en danspedagoge.

## Leven
Karsavina werd geboren als dochter van de danser Platon Karsavin en werd opgeleid aan de keizerlijke balletschool te Sint-Petersburg. Vervolgens werd ze solodanseres bij het beroemde Mariinskiballet en speelde al snel grote rollen, onder andere Lise in La fille mal gardée en Medora in Le Corsaire. Ze was ook de eerste ballerina die de grand pas de deux uit Le Corsaire danste.
In 1909 werd Karsavina lid van de Ballets Russes, van Sergej Diaghilev, waarmee ze regelmatig in Parijs optrad. Onder Diaghilev huischoreograaf Michel Fokine speelde ze in die periode misschien wel haar beroemdste rollen, zoals de titelrol in De vuurvogel (1910), de ballerina in Petroesjka (1911) en het meisje in Le spectre de la rose (1911). Haar favoriete rol was die van de koningin van Sjemacha, een Oosterse femme fatale, in De gouden haan (1914).
In 1917 huwde Karsavina de Engelse diplomaat Henry James Bruce, met wie ze kort daarna een zoon kreeg. Na de Russische Revolutie verliet ze in 1917 haar vaderland en vestigde zich met haar gezin in Londen. Daar legde ze zich vervolgens vooral toe op het schrijven over ballet en het opleiden van nieuwe dansers en danseressen aan de Royal Ballet School. In 1920 was ze tevens mede-oprichter van de Royal Academy of Dance, nu de grootste dansopleiding in de wereld. Tot haar bekendste leerlingen behoorden Alicia Markova en Margot Fonteyn. Verder wendde Karsavina tot op hoge leeftijd haar invloed bij het Royal Ballet aan om opnieuw choreografieën van Fokine en Petipa in het repertoire op te nemen.
Karsavina is ook bekend geworden door haar in 1947 verschenen memoires Theatre Street, waarin ze de competitieve wereld van het ballet van binnenuit beschrijft (zowel in haar Russische periode als daarna), alsook haar ontmoetingen met Sergej Diaghilev, Pablo Picasso, Vaslav Nijinsky en Igor Stravinsky. In de pers werd regelmatig haar rivaliteit met Anna Pavlova uitgemeten. Ook werden toespelingen gemaakt op haar vermeende biseksualiteit.
Karsavina werd niet alleen geroemd om haar capaciteiten als danseres en danspedagoge, maar nadrukkelijk ook om haar schoonheid en elegantie. Tot op hoge leeftijd wist ze 'alleen al met haar statige entree een zaal in bewondering tot zwijgen te krijgen'.

## Galerij

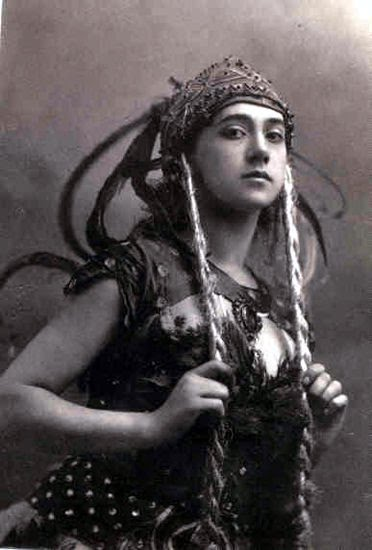
Karsavina in De vuurvogel (1910)
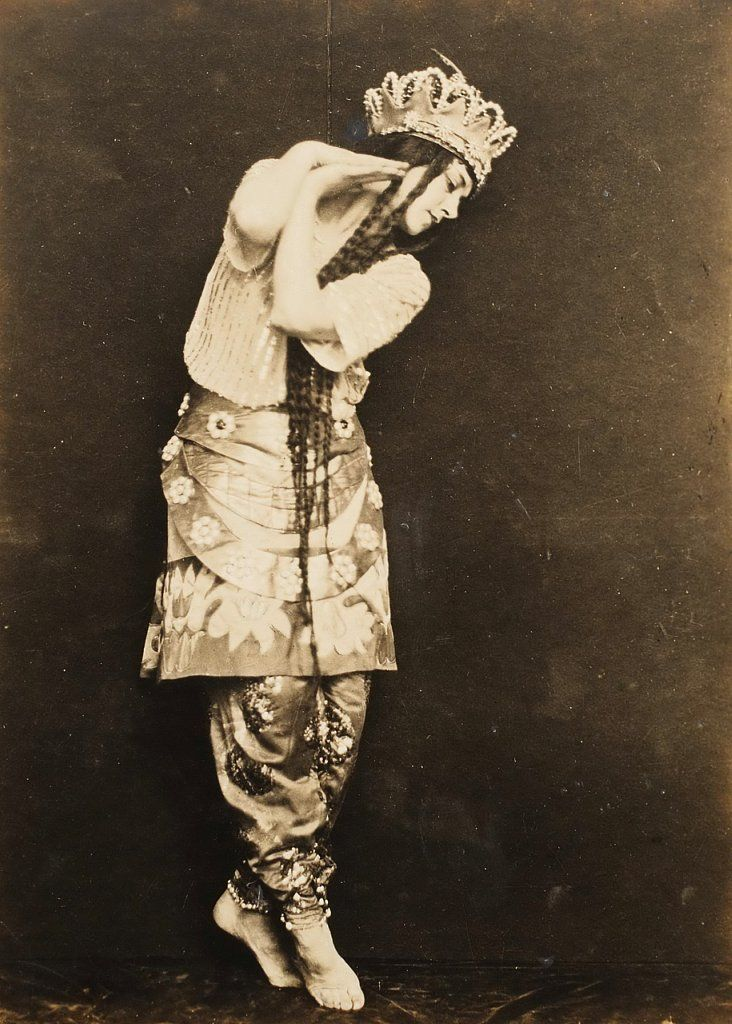
Karsavina in De gouden haan (1914)
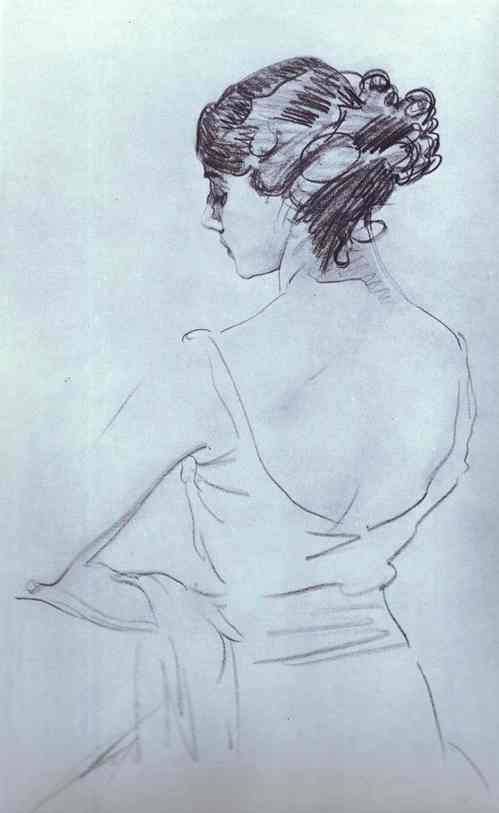
Portret door Valentin Serov (1909)